# 密令信件 (法兰西)
密令信件（法語：Lettres de cachet）是法国国王签署、由一名国务大臣副署并加盖王室印玺的正式文书。此类信件直接传达国王旨意，内容通常为强制执行某些无法上诉的命令或判决。密令信件多用于阻止集会或实施特定指令，如召集省级三级会议即通过密令信件实现。此外，国王亦可通过密令信件（尤其是lettre de jussipri）或亲自出席王座审判（lit de justice）的方式，强令高等法院（parlement）在原先拒绝通过的情况下登记一项法令。
最为人熟知的密令信件为惩罚性敕封信，藉此可以不经审判、不予辩护的情况下，直接将个人关押于国家监狱、普通监牢、修道院或巴黎总医院，亦可将其流放至殖民地、国内他地，乃至驱逐出境。对象通常为酗酒者、滋事者、妓女、败家子或精神失常者。有时，富裕阶层亦会请求颁发密令信件，以排除不便之人，常见于阻止贵族与平民间的不平等婚姻或避免家族名誉受损（藉此避免公开审判）。
由于密令信件赋予国王及其代理人极大任意权，成为旧制度（ancien régime）专制滥权的重要象征，因此在法国大革命期间被废除。1789年至1790年，革命政府设立专门委员会审查所有密令信件案件，并确认了大多数原判。